# 国際スワップデリバティブ協会
国際スワップ・デリバティブズ協会（International Swaps and Derivatives Association）は、デリバティブ取引に関する国際的な業界団体。ISDA（イスダと読む。）の通称で知られる。
本部はニューヨークにあるが、日本を含む複数の国に支部を有する。
デリバティブ関連取引の標準化に努めており、その成果であるISDAマスター契約（ISDA Master Agreement）などのひな形契約書は、世界中のデリバティブ取引の多くで用いられている。